# Карепрокт Москалёва
Карепрокт Москалева (лат. Careproctus moskalevi) — вид морских лучепёрых рыб рода карепроктов из семейства липаровых.

## История изучения
Вид описан Н. В. Черновой и А. П. Андрияшевым по пяти образцам (голотип, три паратипа и дополнительный экземпляр), поднятым тралом научно-исследовательского судна "Академик Келдыш" в мае 1985 года и сентябре 1991 года (дополнительный экземпляр) в районе континентального склона Норвежского моря к юго-западу от острова Медвежий, (73°40´-73°37´ с.ш., 13°37´-13°42´ в.д.) с глубин 1478–1540 м и 1681– 1695 м (дополнительный экземпляр).
Видовое название moskalevi дано в честь гидробиолога и зоолога Льва Ивановича Москалёва.

## Описание
Рыба с удлинённым телом (59-81 мм длиной), небольшой, сжатой с боков низкой головой с выпуклым затылком. Рыло очень небольшое, без рыльной складки. Глаза крупные, овальной формы. Ноздрей одна пара, расположены на уровне середины зрачка. Рот горизонтальный, конечный, задняя часть доходит до вертикали переднего края глаза; нижняя челюсть с угловатым подбородком. Зубы острые, простые, растут в 12-14 (на ветвях верхней челюсти) или 11-12 (ветви нижней челюсти) косых нечётких рядов; у симфиза 5-6 зубов. Жаберное отверстие доходит до основания четвёртого луча грудного плавника; жаберная крышка угловатая. Жаберных тычинок 6 штук, все бугорковидные, с шипами на вершинах. Посередине оробуккальной складки находится небольшой выступ скруглённых очертаний. Диск округлой формы, со слабо обособленной передней лопастью и неразвитой краевой кожной каймой. Анус отстоит от диска на половину его диаметра. За анусом присутствует небольшая уральная папилла. Желудок смещён в левую строну брюшной полости; пилорических придатков 12, все примерно одинаковой длины. Студенистый подкожный слой развит слабо. Поверхность тонкой и мягкой кожи покрыта очень мелкой грануляцией, внутри гранул которой находятся очень мелкие шипы. 
Позвонков от 59 до 62 (туловищных 9-10, хвостовых 49–52), плевральных рёбер две пары, обе слабые. Единственная гипуральная пластинка дистально разделена щелью. Epurale одно. В спинном плавнике 52-53 лучей, в грудных — 24-27, в хвостовом — 11 (из них основных 9). Спинной и анальный плавники низкие. Грудные плавники расположены латерально, разделены на две лопасти; в верхней лопасти 18-20 лучей, в нижней 6-7. Лучи нижней лопасти удлинённые, заходят концами за анус. Грудных радиалий три. 

## Биология
Половая зрелость, по всей видимости, наступает по достижению особью длины тела около 80 мм. Ооциты мелких особей менее 0,5 мм, у самой крупной особи — самки длиной 81 мм — 2 мм.